# Кент (округ, Техас)
Шаблон:StateAbbr_ 33°11′ пн. ш. 100°46′ зх. д. / 33.19° пн. ш. 100.77° зх. д.
Округ Кент (англ. Kent County) — округ (графство) у штаті Техас, США. Ідентифікатор округу 48263.

## Історія
Округ утворений 1892 року.

## Демографія
За даними перепису 2000 року загальне населення округу становило 859 осіб, усе сільське. Серед мешканців округу чоловіків було 411, а жінок — 448. В окрузі було 353 домогосподарства, 247 родин, які мешкали в 551 будинках. Середній розмір родини становив 2,83.
Віковий розподіл населення поданий у таблиці:
| Стать    | До 15 років | 15-21 | 22-29 | 30-39 | 40-49 | 50-65 | 65-85 | Понад 85 |
| -------- | ----------- | ----- | ----- | ----- | ----- | ----- | ----- | -------- |
| Чоловіки | 68          | 35    | 19    | 44    | 67    | 86    | 81    | 11       |
| Жінки    | 74          | 34    | 14    | 45    | 57    | 97    | 98    | 29       |

## Суміжні округи
- Дікенс — північ
- Кінг — північний схід
- Стоунволл — схід
- Фішер — південний схід
- Скаррі — південь
- Гарза — захід
- Кросбі — північний захід

## Виноски
1. ↑  U.S. Decennial Census. United States Census Bureau. Архів оригіналу за 26 квітня 2015. Процитовано 2 травня 2015.
2. ↑  Texas Almanac: Population History of Counties from 1850–2010 (PDF). Texas Almanac. Архів оригіналу (PDF) за 26 лютого 2015. Процитовано 2 травня 2015.
3. ↑  State & County QuickFacts. United States Census Bureau. Архів оригіналу за 18 жовтня 2011. Процитовано 18 грудня 2013.(англ.) Наведено за англійською вікіпедією.
4. ↑  American FactFinder. Бюро перепису населення США. Архів оригіналу за 29 липня 2011. Процитовано 31 січня 2008.

| США | Це незавершена стаття з географії США. Ви можете допомогти проєкту, виправивши або дописавши її. |